# Bukovo, Blagoevgrad
Bukovo (în bulgară Буково) este un sat situat în partea de sud-vest a Bulgariei, în Regiunea Blagoevgrad, la poalele munților Pirin. Aparține administrativ de comuna Goțe Delcev. La recensământul din 2011 avea o populație de 917 locuitori.

## Demografie
Componența etnică a satului Bukovo
     Bulgari (8,83%)
     Turci (85,93%)
     Nicio identificare (5,23%)
     Altele (0,76%)
La recensământul din 2011, populația satului Bukovo era de 917 locuitori. Din punct de vedere etnic, majoritatea locuitorilor (85,93%) erau turci, cu o minoritate de bulgari (8,83%). Pentru 5,23% din locuitori nu este cunoscută apartenența etnică.